# خرائط كيبرت لفلسطين والقدس
خرائط كيبرت لفلسطين والقدس عبارة عن خرائط علمية مهمة لفلسطين وللقدس، نُشرت لأول مرة في عام 1841 من قبل رسام الخرائط الألماني هاينريش كيبرت [الإنجليزية] كخرائط مصاحبة لكتاب أبحاث الكتاب المقدس في فلسطين، وهو من أهم أعمال "أبو الجغرافيا الكتابية"، إدوارد روبنسون.

## الخرائط

### فلسطين
نُشرت خرائط فلسطين لأول مرة عام 1841 لترافق الطبعة الأولى من أبحاث الكتاب المقدس في فلسطين، ونُشرت مرة أخرى عام 1856 لترافق الطبعة الثانية. وقد وصف بأنه أهم منشورات روبنسون: "ربما كان أهم إنجاز لروبنسون هو رسم خرائط جديدة للمنطقة بأكملها. ولهذا الغرض قام بتعيين صانع خرائط ألماني شاب، هاينريش كيبرت... مصادر خريطة فلسطين حددها روبنسون في مقدمة المجلد الأول من الطبعة الأولى لكتابه، وفي طبعة عام 1856، ذكر أن المعلومات الجديدة التي تعلموها في رحلتهم الثانية "جعلت من الضروري البدء برسم جديد" للخرائط. وبالإضافة إلى مهامه كمؤسس للجغرافيا الكتابية، فإن الخرائط أيضًا هي الأولى التي تظهر التقسيمات الفرعية التفصيلية لدولة فلسطين المعاصرة.

## معرض الصور

### فلسطين

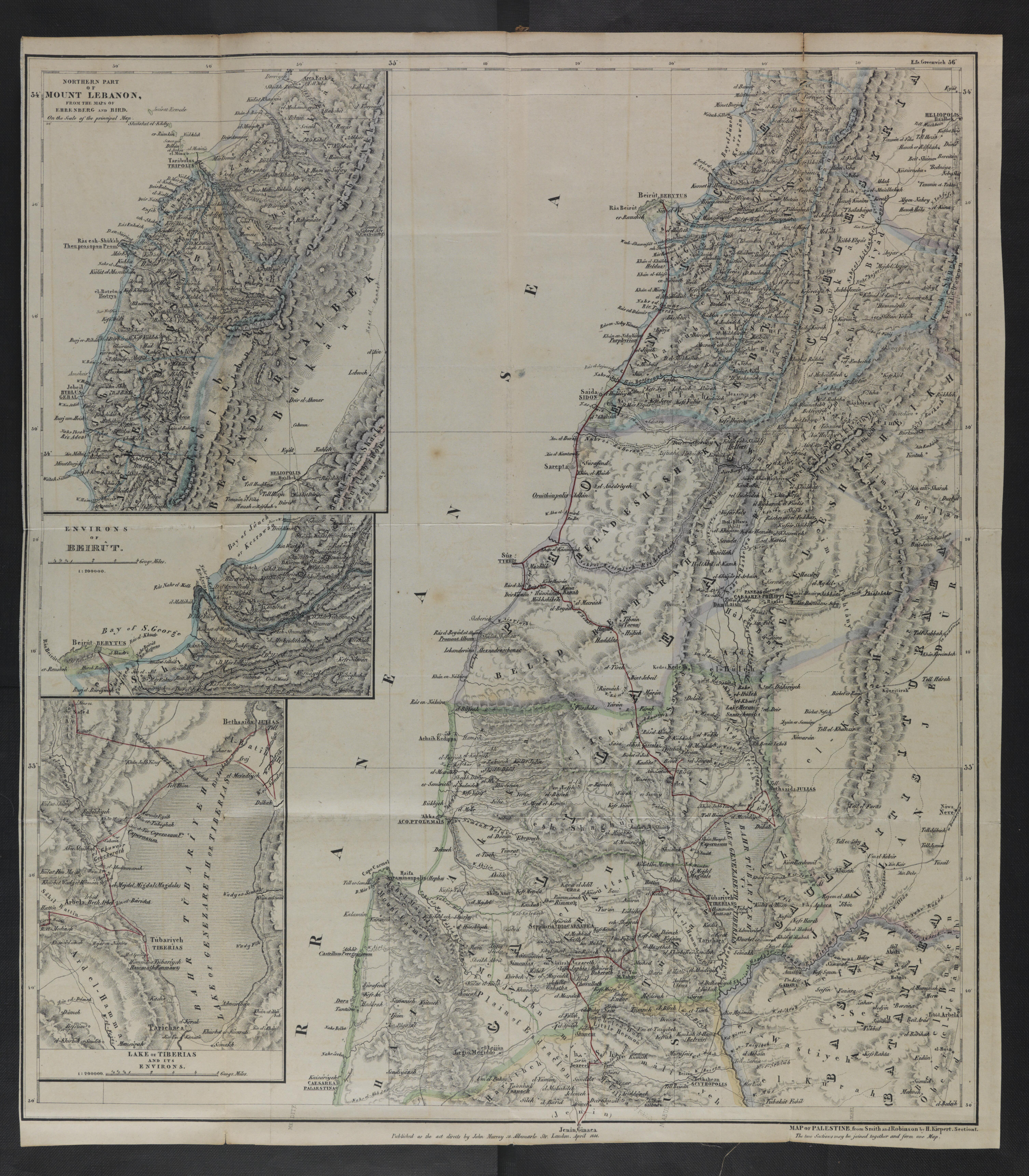
شمال فلسطين ولبنان، 1841
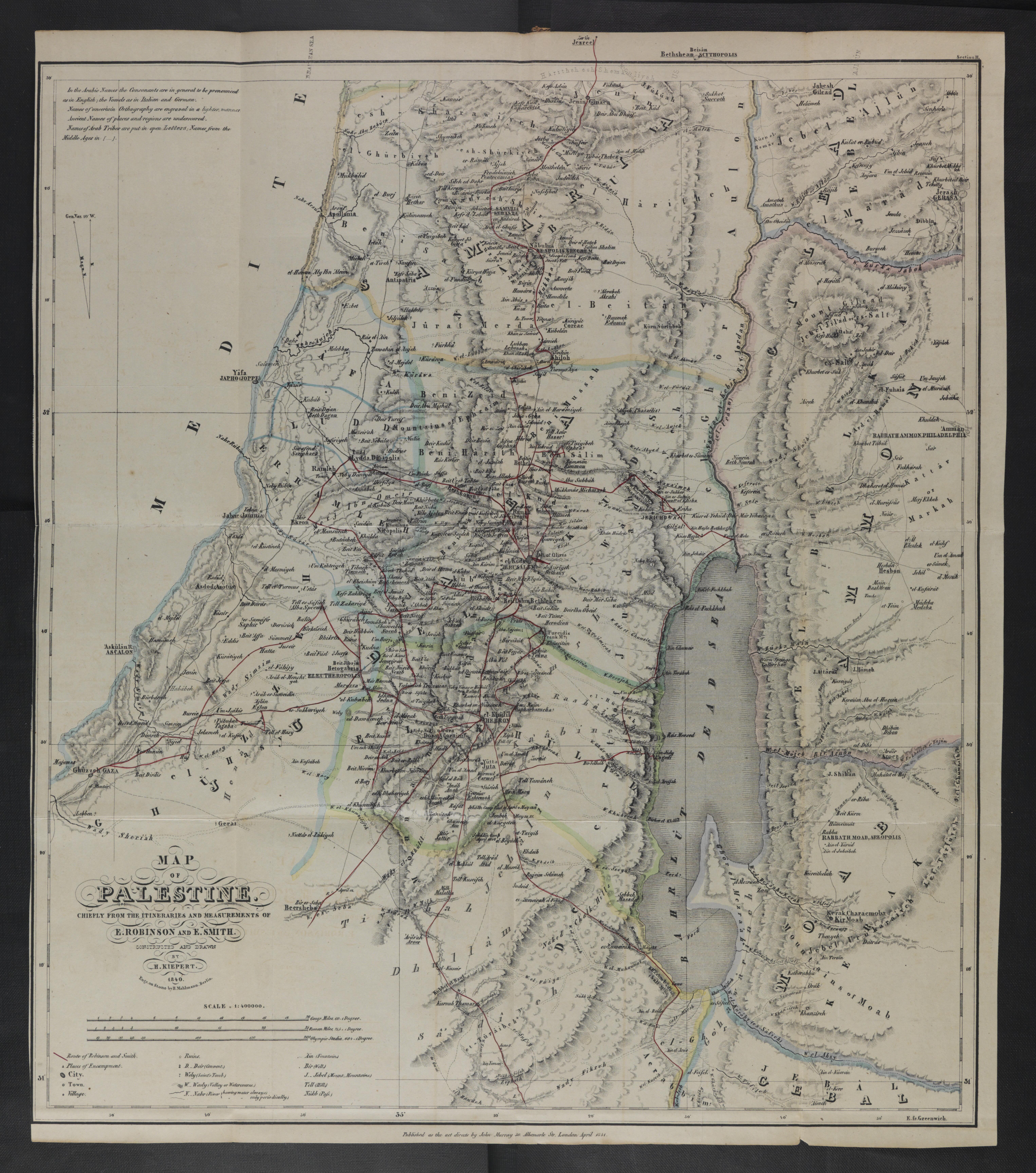
جنوب فلسطين، 1841
شمال فلسطين ولبنان، 1856
جنوب فلسطين، 1856
سيناء والقب

### القدس

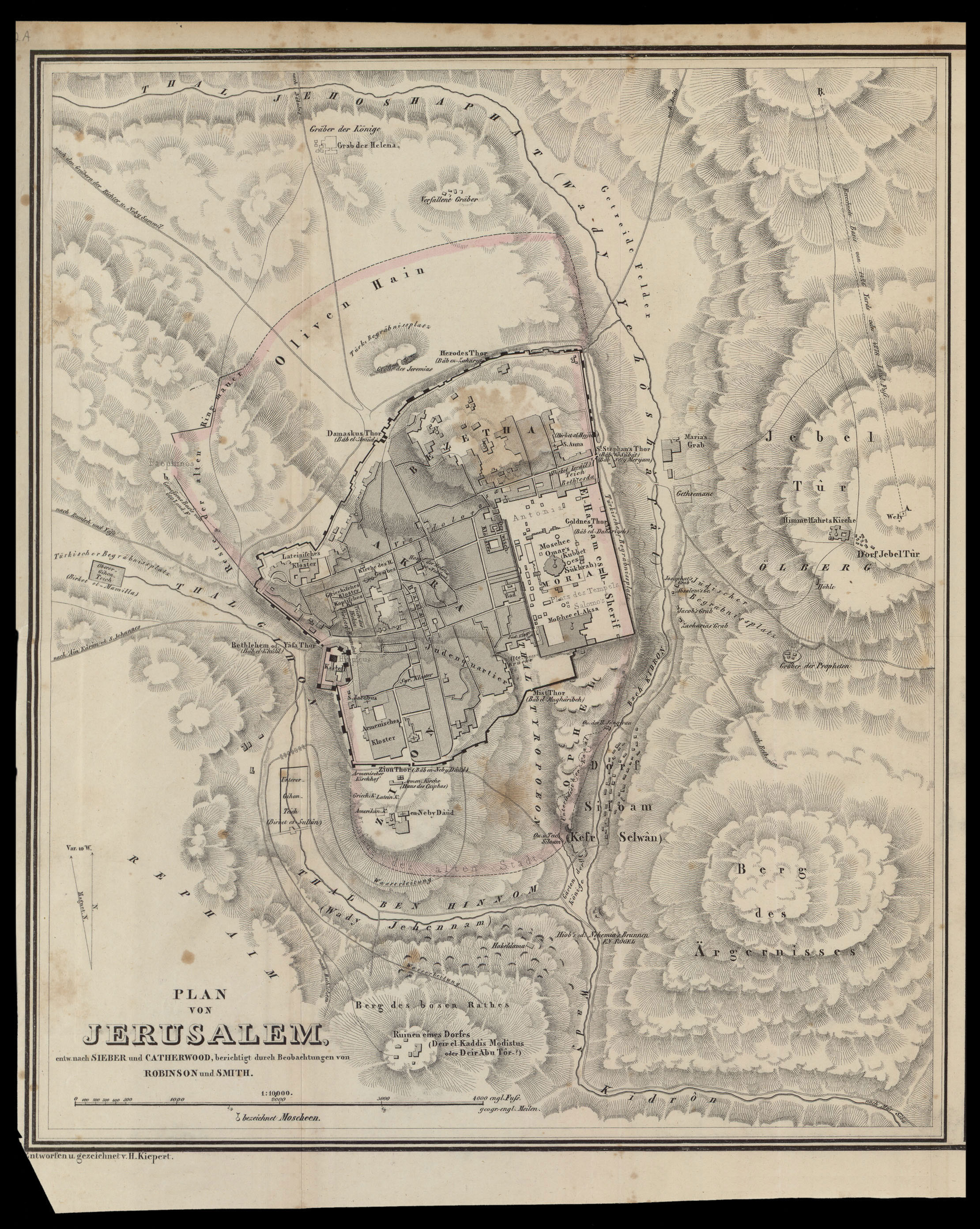
القدس 1842
القدس 1845
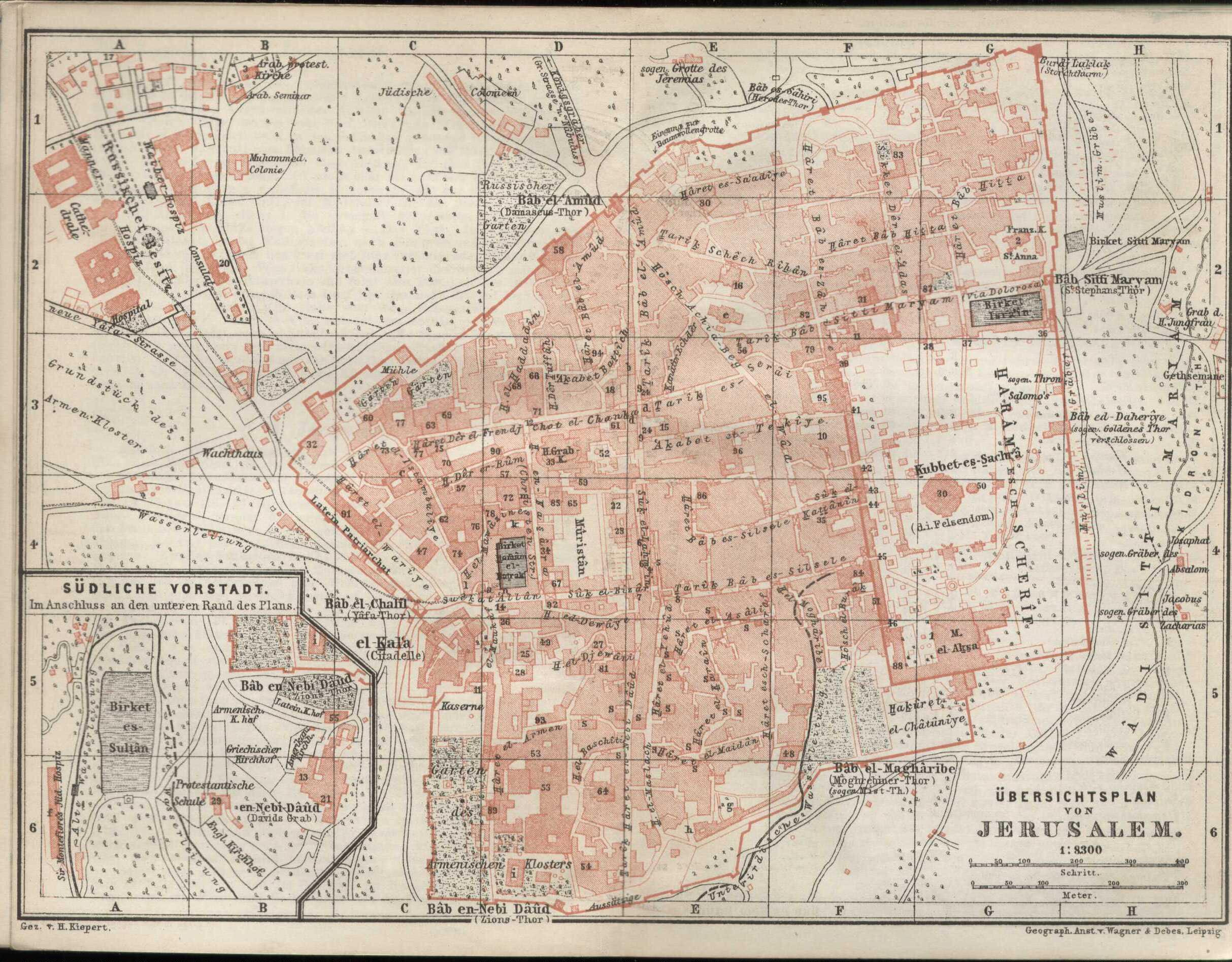
القدس 1880
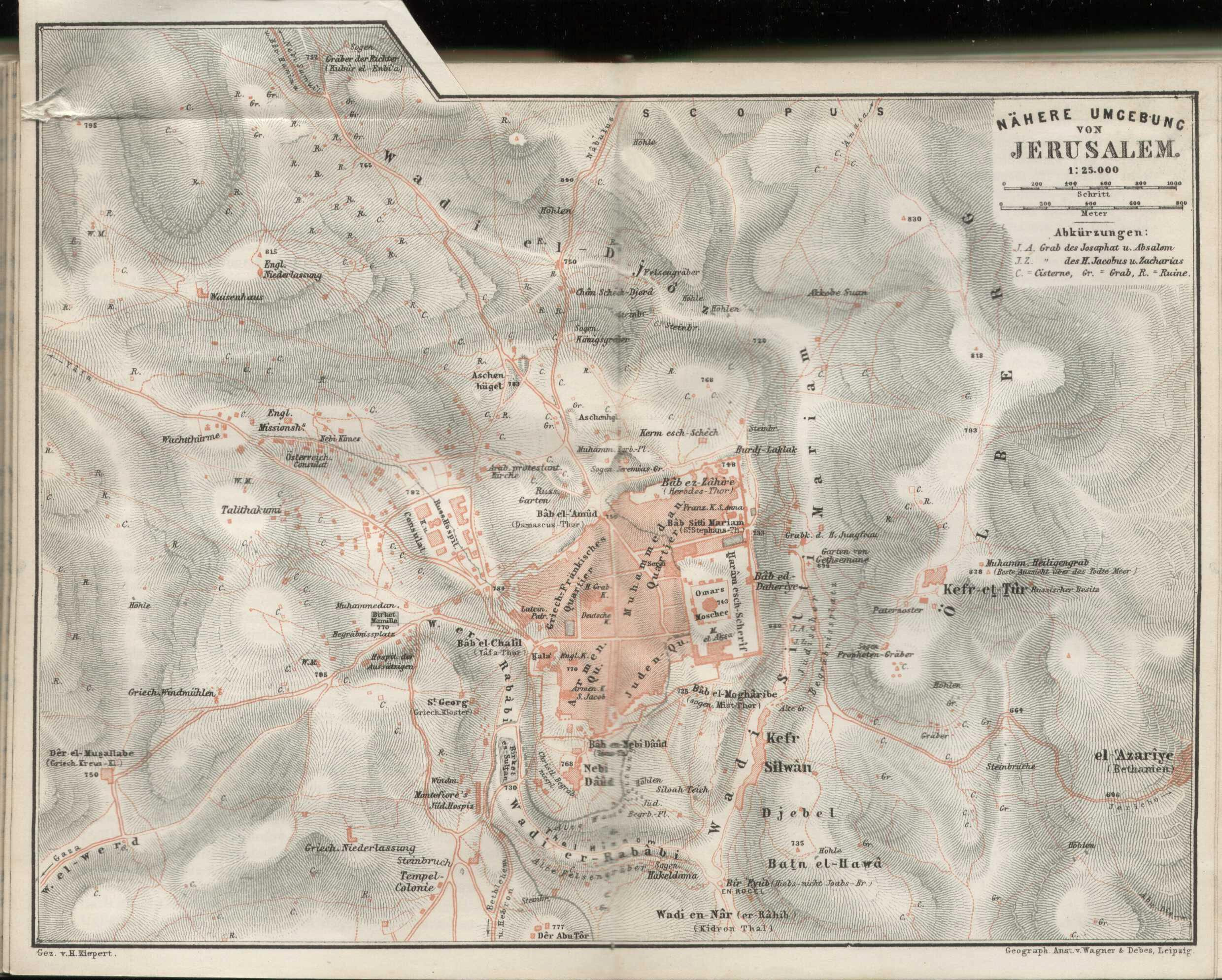
محيط القدس 1880
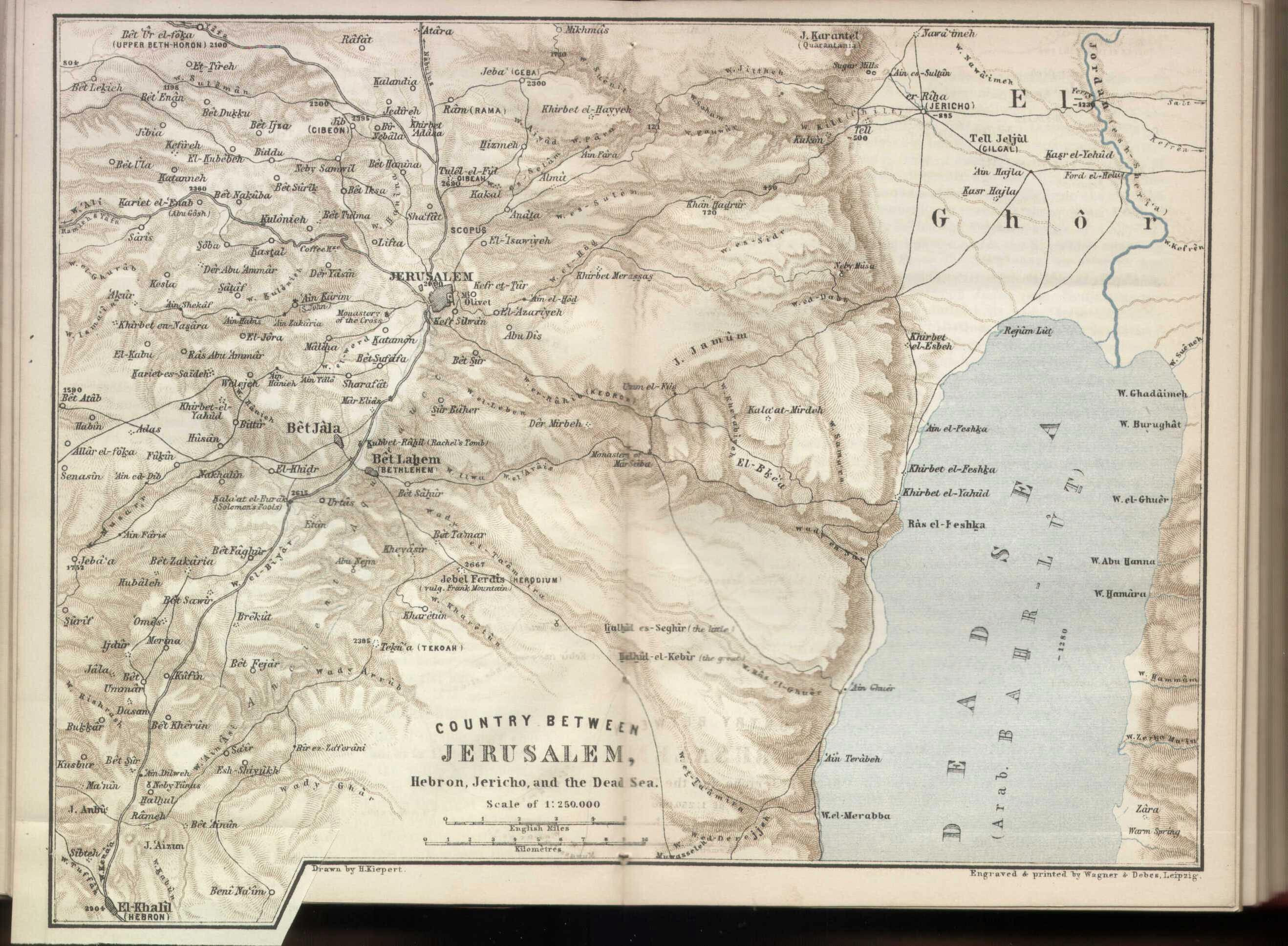
بين القدس وأريحا والبحر الميت 1876

## فهرس